# Толаки
Толаки (Laki, Lolaki, Tokia, Tolaki, Tololaki, To’olaki) является основным языком провинции Юго-Восточный Сулавеси, на котором говорят народы асера, вивирано, конаве, лайвуй, меконгга в округе Меконгга (западное побережье, широкая территория от мыса Колоно, юго-восточный полуостров, расширяющийся на северо-запад через равнины до высокогорья; вдоль западного побережья, мимо города Клако в направлении залива Боне уменьшается), в регентствах Колака, Конаве, Северный Колака, Северный Конаве, Южный Конаве на юго-востоке провинции Сулавеси в Индонезии. Это австронезийский язык, относящийся к челебской ветви.
У толаки есть несколько диалектов: асера (асера, вануа, ноие), вивирано (нохина), конаве (кендари, киоки, тамбуоки), лайвуй, меконгга (бингкокак, колака, конио, норио, тамбоки).